# سرسنك
سرسنك هي إحدى النواحي التابعة لمحافظة دهوك في إقليم كردستان العراق، وتُعد من الوجهات السياحية البارزة في العراق بفضل مناظرها الطبيعية الخلابة. تقع سرسنك على الطريق الرئيسي الذي يربط بين مركز القضاء ومركز محافظة دهوك، مما يسهل الوصول إليها من المناطق المحيطة. تبعد الناحية حوالي 41 كيلومترًا عن مركز المحافظة، وتتمتع بارتفاع يبلغ 1450 مترًا عن سطح البحر، مما يساهم في اعتدال مناخها وجعلها وجهة مفضلة خلال فصل الصيف.
تتميز سرسنك بموقعها الجغرافي المميز أسفل جبل كاره، حيث كان الرئيس العراقي السابق صدام حسين قد شيد مجموعة من القصور الرئاسية التي دُمرت بعد حرب الخليج الثانية. اليوم، توفر المنطقة مجموعة من المرافق السياحية والخدمية المتكاملة، بما في ذلك الفنادق والمطاعم والمرافق الترفيهية، التي تدعم الاقتصاد المحلي وتعزز السياحة في المنطقة.
تعتبر سرسنك مركزًا رئيسيًا للأنشطة السياحية في شمال العراق، بفضل المناظر الطبيعية المحيطة بها والتي تشمل الجبال والوديان، مما يجعلها نقطة انطلاق مثالية لاستكشاف المناطق الطبيعية المحيطة. كما أن سرسنك تلعب دورًا هامًا في السياحة الثقافية، حيث توفر للزوار تجربة فريدة من نوعها تجمع بين التاريخ والطبيعة.
ناحية سرسنك، التي تمتد على مساحة قدرها 918 كيلومترًا مربعًا، تضم 35 قرية. تعرضت معظم هذه القرى للتدمير خلال عمليات الأنفال التي نفذها النظام البعثي في ثمانينيات القرن الماضي، وأثناء النزاعات العسكرية الأخرى. عقب حرب الخليج الثانية، وإنشاء المنطقة الآمنة من قبل قوات التحالف الدولي، ونتيجة انسحاب الإدارة المركزية من مناطق إقليم كردستان، تولت حكومة الإقليم مسؤولية إعادة بناء معظم القرى التابعة لناحية سرسنك، خاصة بعد سقوط نظام صدام حسين في عام 2003.
تتمتع سرسنك بتنوع سكاني كبير، حيث يضم سكانها مزيجًا من القادمين من القرى المجاورة بالإضافة إلى الآشوريين، الذين يُعتبرون من أقدم سكان المنطقة. كما تشمل التركيبة السكانية أيضًا الكلدانيين والسريان، حيث تسهم القرى المجاورة مثل بادرشك، التي تُعد مركزًا للسريان، وقرى ئينشكى وبيناتا، في تعزيز هذا التنوع الثقافي والإثني.
تتواجد في الناحية مجموعة من الدوائر الخدمية موزعة بين مركز الناحية ومجمعاتها وقراها. تشمل هذه الخدمات البلديتين: بلدية سرسنك وبلدية قدش. كما توفر الناحية مجموعة من المرافق العامة مثل المدارس والمراكز الصحية، والتي تساهم في تحسين جودة الحياة للسكان وتعزيز البنية التحتية في المنطقة.
تاريخ سرسنك يتسم بالأحداث الجسيمة، حيث كانت المنطقة شاهدة على صراعات سياسية واجتماعية هامة، ولعبت دورًا محوريًا في سياق الأحداث الكبرى التي مرت بها كردستان والعراق بشكل عام.